# The Beatles en India
En febrero de 1968, The Beatles viajaron a Rishikesh, en el norte de la India, para asistir a una sesión de entrenamiento avanzado de meditación trascendental (MT) en el ashram de Maharishi Mahesh Yogi. Incluso con toda la atención de los medios de comunicación, su visita fue uno de los períodos más productivos de la banda. Aunque la iniciativa fue liderada por George Harrison, el interés de The Beatles en el Maharishi cambió la percepción occidental sobre la espiritualidad india y animó a muchas personas a introducirse en la Meditación Trascendental.
En agosto de 1967, The Beatles se reunieron por primera vez con el Maharishi en Londres, y luego asistieron a un seminario en Bangor (Gales). Habían planeado asistir a una sesión de diez días en Reino Unido, pero debido a la muerte de su gerente, Brian Epstein (el 27 de agosto), tuvieron que interrumpir la asistencia. Sin embargo, la banda quería aprender más, así que mantuvieron contacto con el Maharishi y comenzaron a planear pasar tiempo con él en su centro de enseñanza situado en el Valle de los Santos, en las faldas del Himalaya, cerca de la ciudad de Rishikesh.
Junto con sus esposas, novias, asistentes y numerosos reporteros, The Beatles llegaron a la India en febrero de 1968 y se unieron al grupo de 60 personas que estaban entrenando para ser profesores de MT, incluyendo a los músicos Donovan, Mike Love (de Beach Boys) y Paul Horn, además de Mia Farrow. Mientras estaba allí, John Lennon, Paul McCartney y Harrison escribieron varias canciones; Ringo Starr terminó de escribir su primera composición. Dieciocho de esas canciones fueron grabadas para el álbum The Beatles (el Álbum blanco), también dos canciones compuestas en esta época aparecieron en el álbum Abbey Road, y otras canciones fueron utilizados para varios proyectos en sus carreras en solitario.
Starr y su esposa se marcharon el 1 de marzo de 1968, después de una estancia de diez días; McCartney se fue después de un mes debido a que tenía otros compromisos comerciales; Lennon y Harrison permanecieron cerca de seis semanas, dejando repentinamente el ashram después de desacuerdos financieros con el Maharishi y sumado a los rumores del comportamiento inadecuado que él tenía con sus alumnas. Eso inspiro la canción Sexy Sadie que originalmente se llamaba ''Maharashi'' pero lo cambiaron para no hacer polémicas, ya que si ese era el título no lo iban a comercializar en la India.
Harrison más tarde se disculpó por la forma en que él y Lennon habían tratado al Maharishi, y en 1992 dio un concierto beneficioso para el Partido de la Ley Natural asociado con Maharishi.
En 2009, McCartney y Starr se presentaron en un concierto en beneficio de la fundación David Lynch, que recauda fondos para la enseñanza de la Meditación Trascendental.

## Canciones
The Beatles escribieron muchas canciones durante su visita a Rishikesh: 30 según algunos autores, y "48 canciones en siete semanas" según otros. Lennon afirmó: "Hemos escrito unas treinta nuevas canciones entre nosotros, Paul debe haber hecho una docena, George dice que tiene seis, y yo escribí quince".
Muchas de las canciones se convirtieron en parte del álbum The Beatles (conocido como "The White Album"), mientras que otros aparecieron en Abbey Road, y en discos en solitarios de los miembros de la banda. Varias de las canciones contenían influencias musicales orientales.

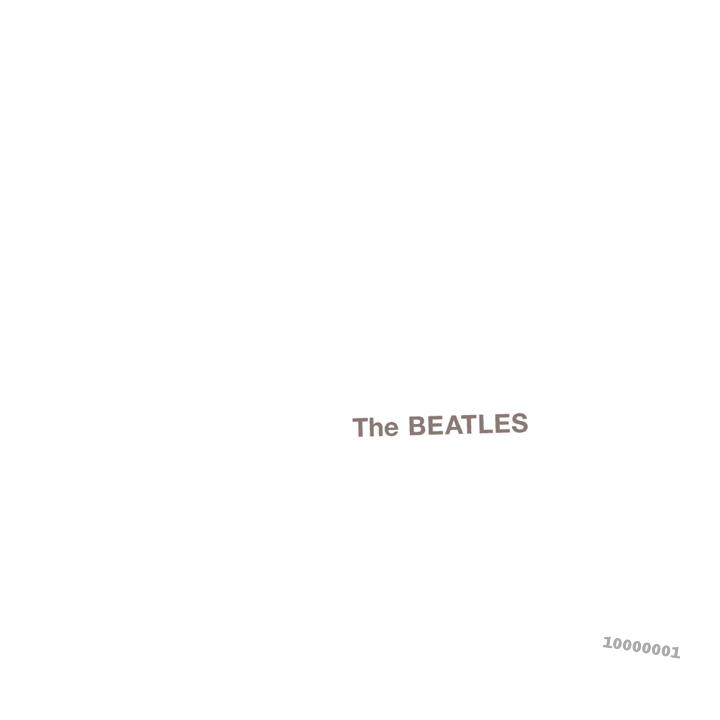
La portada del álbum The Beatles

Grabadas para The Beatles:
- "Back in the U.S.S.R."[9] (Inspirado por Chuck Berry y Mike Love)[10]
- "Blackbird"[11]
- "Cry Baby Cry"[12]
- "Dear Prudence"[13]
- "Don't Pass Me By"[14] (escrito por Ringo Starr)
- "Everybody's Got Something to Hide Except Me and My Monkey"[15]
- "I Will"[16]
- "I'm So Tired"[17]
- "Julia"[18]
- "Long, Long, Long"[19]
- "Mother Nature's Son" (Inspirado en una conferencia que dio el Maharishi)[20][21]
- "Ob-La-Di, Ob-La-Da"[22]
- "Revolution"[23]
- "Rocky Raccoon"[24] (Coescrito con Donovan e inspirado por el nuevo álbum de Bob Dylan, John Wesley Harding, que escucharon por primera vez estando en Rishikesh)[8]
- "Sexy Sadie" (originalmente se llamó "Maharishi" pero se cambió para evitar problemas)[25]
- "The Continuing Story of Bungalow Bill" (Inspirado por el hijo de un estudiante americano)[17]
- "Why Don't We Do It in the Road?" (Inspirado en los monos que se apareaban en la carretera)
- "Wild Honey Pie"[26]
- "Yer Blues"[27]

Grabado para Abbey Road:
- "Mean Mr. Mustard"[18]
- "Polythene Pam"[18]

Grabado para discos solitarios y otros:
- "Child of Nature" (reescrita como "Jealous Guy", de Lennon para el álbum de Imagine)[28]
- "Circles" (de Gone Troppo en 1982)
- "Cosmically Conscious" (de Off the Ground en 1993)
- "Dehradun" [29]
- "Junk" (de McCartney en el año 1970)[30]
- "Look at Me" (de John Lennon/Plastic Ono Band en el año 1970)[31]
- "Not Guilty" (de George Harrison en el año 1979)
- "The Rishikesh Song" (también llamada "The Happy Rishikesh Song")[32]
- "Sour Milk Sea" [19]
- "Spiritual Regeneration/Happy Birthday Mike Love" [33]
- "Teddy Boy" (de McCartney en 1970)[31]
- "What's the New Mary Jane" (publicada oficialmente en el año 1996, en el recopilatorio Anthology 3)[34]